# 3e circonscription sénatoriale du Chili
La Troisième circonscription sénatoriale du Chili est une circonscription électorale située dans la région d'Antofagasta et qui élit trois sénateurs au Sénat chilien. 
Elle est créée en 2015 à partir de l'ancienne deuxième circonscription sénatoriale (1989-2018) pour élire les sénateurs. Selon le recensement de 2017, elle compte 607 534 habitants.
La dernière élection sénatoriale ayant eu lieu en 2013 dans la région, celle-ci ne se déroule qu'en 2021. Lors de l'élection, les trois sénateurs sont élus ;  Esteban Velásquez (FREVS), Pedro Araya Guerrero (es) (PPD), Paulina Núñez (es) (RN).

## Communes
Description géographique de la sixième circonscription de la région d'Antofagasta.
- Antofagasta : 361 873 habitants.
- Mejillones : 13 467 habitants.
- Sierra Gorda : 10 186 habitants.
- Taltal : 13 317 habitants.
- Calama : 196 152 habitants.
- Ollagüe : 321 habitants.
- San Pedro de Atacama : 10 996 habitants.
- María Elena : 6457 habitants.
- Tocopilla : 25 186 habitants.

## Historique des députés

### Représentation partisane
| Sénateurs de la 3e circonscription (depuis 2021) | Sénateurs de la 3e circonscription (depuis 2021) | Sénateurs de la 3e circonscription (depuis 2021) |
| Législature                                      | Élections                                        | Compositions par partis                          |
| ------------------------------------------------ | ------------------------------------------------ | ------------------------------------------------ |
| LVI                                              | 2021                                             | \| 1 \| 1 \| 1 \|                                |
| 1                                                | 1                                                | 1                                                |

### Sénateurs

#### LVIelégislature (depuis 2022)

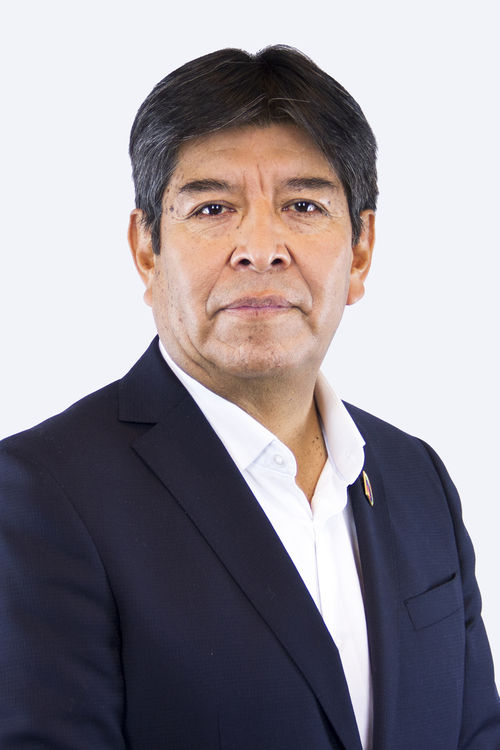
Esteban Velásquez (FREVS)
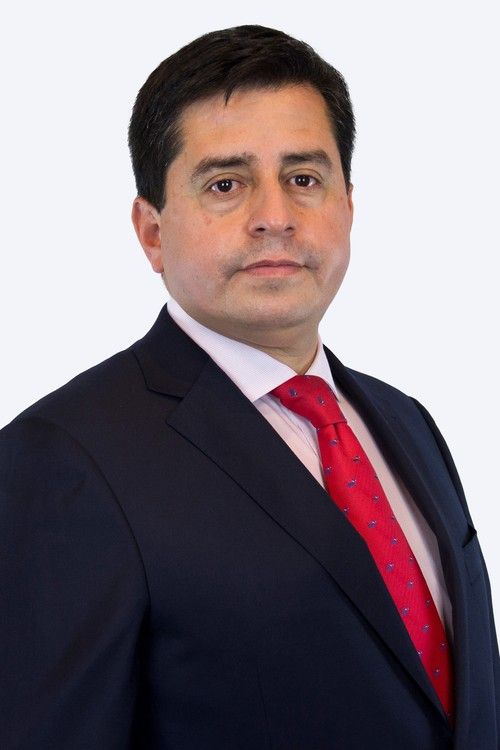
Pedro Araya Guerrero (es) (PPD)
Paulina Núñez (es) (RN)

## Historique des élections

### Élections parlementaires de 2021

#### Cartes

Résultats par communes et par coalitions.

#### Résultats par partis et coalitions
| Candidat                     | Candidat                   | Coalition                  | Partis                     | Partis | Voix   | %     | Sièges | +/- |
| ---------------------------- | -------------------------- | -------------------------- | -------------------------- | ------ | ------ | ----- | ------ | --- |
|                              | Esteban Velásquez          | Approbation dignité        |                            | FREVS  | 39 580 | 21,15 | Élu    | 1   |
| Marta Patricia Molina Ávila  |                            | Approbation dignité        | FREVS                      | 3 490  | 1,86   |       |        |     |
| Jan José Cademartori Dujisin |                            | Approbation dignité        | PCCh                       | 5 750  | 3,07   |       |        |     |
| Iván Igor Ávila Pérez        |                            | Approbation dignité        | RD                         | 3 419  | 1,83   |       |        |     |
| Total Approbation dignité    | Total Approbation dignité  | Total Approbation dignité  | Total Approbation dignité  | 52 239 | 27,91  | 1     | 1      |     |
|                              | Pedro Araya Guerrero (es)  | Nouveau Pacte Social       |                            | PPD    | 33 613 | 12,96 | Élu    | 1   |
| Jacqueline Santander Miranda |                            | Nouveau Pacte Social       | PS                         | 1 931  | 1,03   |       |        |     |
| Marcela Hernando (es)        |                            | Nouveau Pacte Social       | PR                         | 14 636 | 7,82   |       |        |     |
| Jeanette Hurtado Rojas       |                            | Nouveau Pacte Social       | PDC                        | 2 000  | 1,07   |       |        |     |
| Total Nouveau Pacte Social   | Total Nouveau Pacte Social | Total Nouveau Pacte Social | Total Nouveau Pacte Social | 42 833 | 22,88  | 1     | 1      |     |
|                              | Paulina Núñez (es)         | Chile Vamos                |                            | RN     | 15 648 | 8,36  | Élue   | 1   |
| Marco Antonio Díaz (es)      |                            | Chile Vamos                | RN                         | 12 482 | 6,67   |       |        |     |
| Katherine López Rivera       |                            | Chile Vamos                | UDI                        | 7 838  | 4,19   |       |        |     |
| Daniel Andrés Guevara Cortés |                            | Chile Vamos                | UDI                        | 5 241  | 2,80   |       |        |     |
| Total Chile Pode+            | Total Chile Pode+          | Total Chile Pode+          | Total Chile Pode+          | 41 209 | 22,02  | 1     | 1      |     |